# Parafia Wniebowstąpienia Pańskiego w Bydgoszczy
Parafia pw. Wniebowstąpienia Pańskiego – parafia rzymskokatolicka w Bydgoszczy wchodząca w skład dekanatu Bydgoszcz I, w diecezji bydgoskiej, będącej częścią archidiecezji gnieźnieńskiej. Administracyjnie parafia należy do Osowej Góry będącej częścią miasta Bydgoszczy w województwie kujawsko-pomorskim.

## Historia
Ośrodek duszpasterski powstał 25 grudnia 1998, kiedy to w pasterkę odbyła się pierwsza Msza Święta w tymczasowej kaplicy poświęconej przez biskupa Stanisława Gądeckiego. Parafia została erygowana przez arcybiskupa Henryka Muszyńskiego 25 marca 1999 w Uroczystość Zwiastowania Pańskiego. Parafia powstała w wyniku podzielenia parafii św. Maksymiliana Kolbego. Nowa parafia obejmuje tzw. „górny taras” osiedla Osowa Góra. Przed pierwszym proboszczem Andrzejem Dawidkiem postawiono cel zbudowania kościoła, który powstał w 2010 roku na skrzyżowaniu ulic Św. Maksymiliana Marii Kolbego i Rekinowej przy pętli autobusowej Rekinowa.

## Proboszczowie
- od 1999 – ks. dr. Andrzej Dawidek

## Grupy parafialne
Do grup parafialnych tego kościoła należą Wspólnoty Różańcowe, Stowarzyszenie M.B. Patronki Dobrej Śmierci, Kościół Domowy, Towarzystwo Św. Wojciecha, Oaza Dzieci Bożych, Schola Dziecięca, Zespół Młodzieżowy, Rodziny Szensztackie, Stowarzyszenie Wspomagania Powołań Kapłańskich, Poradnictwo Rodzinne, Ministranci, Lektorzy, Oaza Młodzieżowa, Rada Budowlana, Odnowa w Duchu Św., Rada Duszpasterska, Rada Ekumeniczna oraz Caritas.

## Rejon parafii
Parafia obejmuje głównie obszar Górnego Tarasu Osowej Góry, lecz także część wschodnią wsi Osówiec w gminie Sicienko, w powiecie bydgoskim oraz osadę Osowa Góra będącą jego częścią.

### Bydgoszcz
Na terenie parafii w Bydgoszczy leżą ulice: Amurowa, Boleniowa, Certowa, Ciernikowa, Delfinowa, Dorszowa, Głębinowa, Halibutowa, Homarowa, Jazgarzowa, Jesiotrowa, Jeziorna, Karasiowa, Karmazynowa, Karpia, Kawiorowa, Kiełbikowa, Kilowa, Kleniowa, Kotwicowa, Krabowa, Kutrowa, Lagunowa, Leszczowa, Linowa, Lipieniowa, Łososiowa, Łowiskowa, Małżowa, Masztowa, Mieczykowa, Miętusowa, Mrotecka, Muszlowa, Oceaniczna, Okoniowa, Ostrygowa, Piskorzowa, Planktonowa, Płociowa, Pokładowa, Przewoźników, Przyczółek, Przystaniowa, Pstrągowa, Rekinowa, Sandaczowa, Sardynkowa, Sazanowa, Sieciowa, Skalarowa, Spławikowa, Sumowa, Szczupakowa, Sztormowa, Szuwarowa, św. Maksymiliana Marii Kolbego, Tatarakowa, Tranowa, Trzcinowa, Tuńczykowa, Uklejowa, Wędkarska, Wielorybia, Więcierzowa, Wyspowa i Zatokowa.

### Osówiec
Na terenie parafii w Osówcu leżą ulice: Atolowa, Boczna, Brzozowa, Chabrowa, Cicha, Dębowa, Gwarna, Jagodowa, Konwaliowa, Makowa (odcinek od strony Bydgoszczy do drogi prowadzącej do jednostki wojskowej), Malinowa, Nasypowa, Piaskowa, Polna, Poziomkowa, Przy Lesie, Sosnowa, Spokojna, Storczykowa, Szosa Bydgoska (odcinek od strony Bydgoszczy do ul. Brzozowej), Świerkowa, Wesoła oraz Wrzosowa.

## Galeria

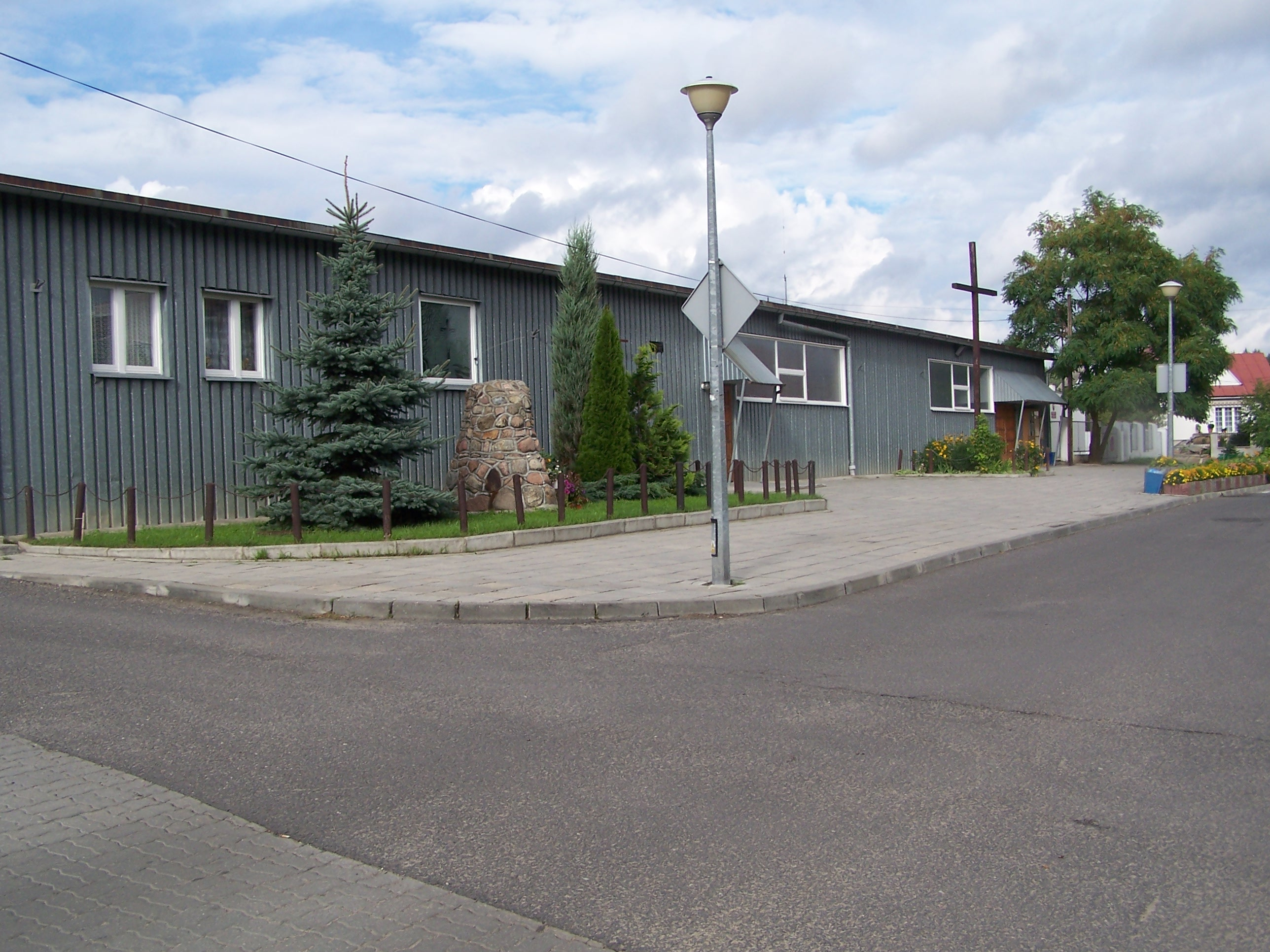
Kaplica przy ul. Sielawowej
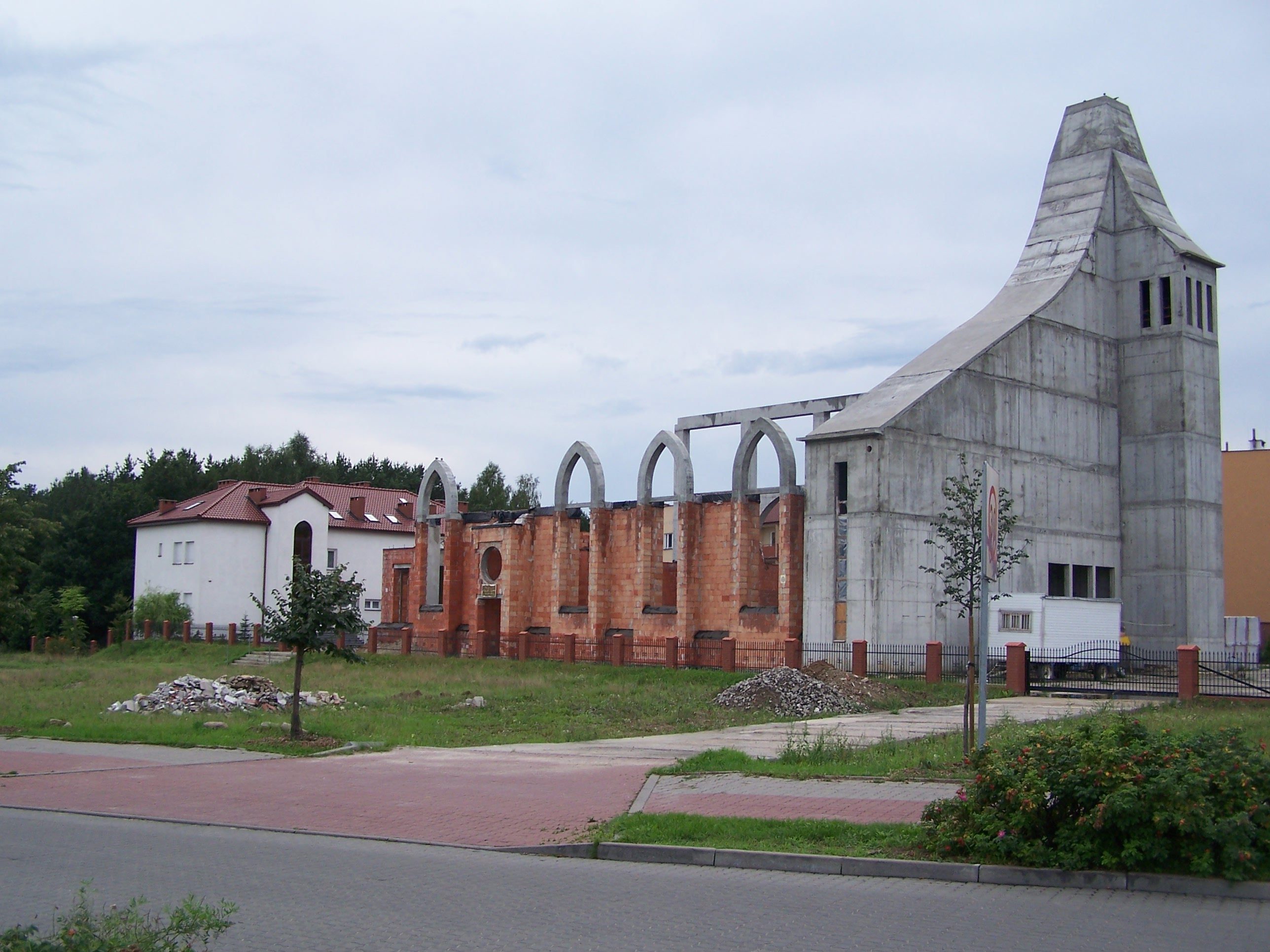
Budowany kościół.
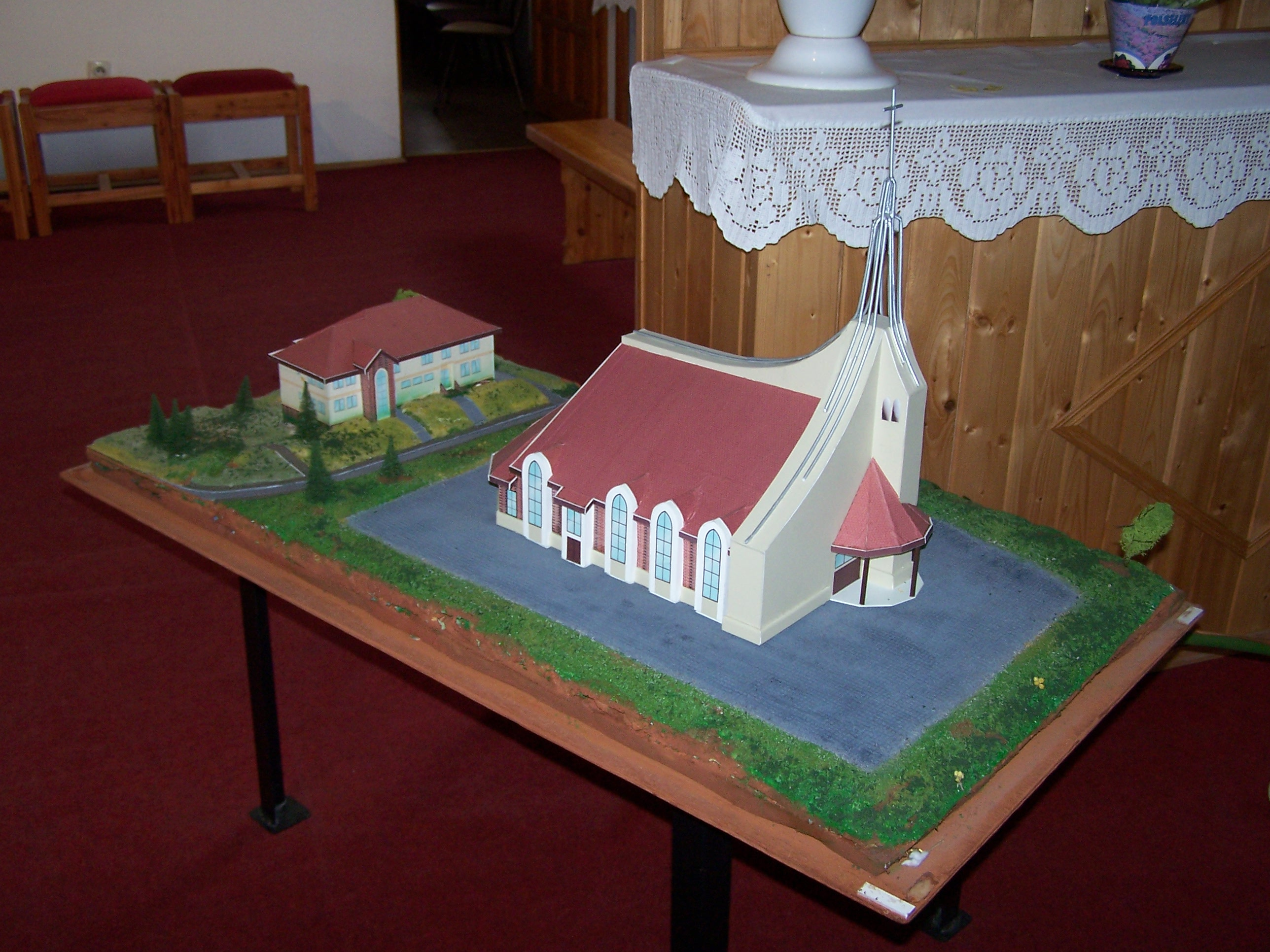
Makieta budowanego kościoła.
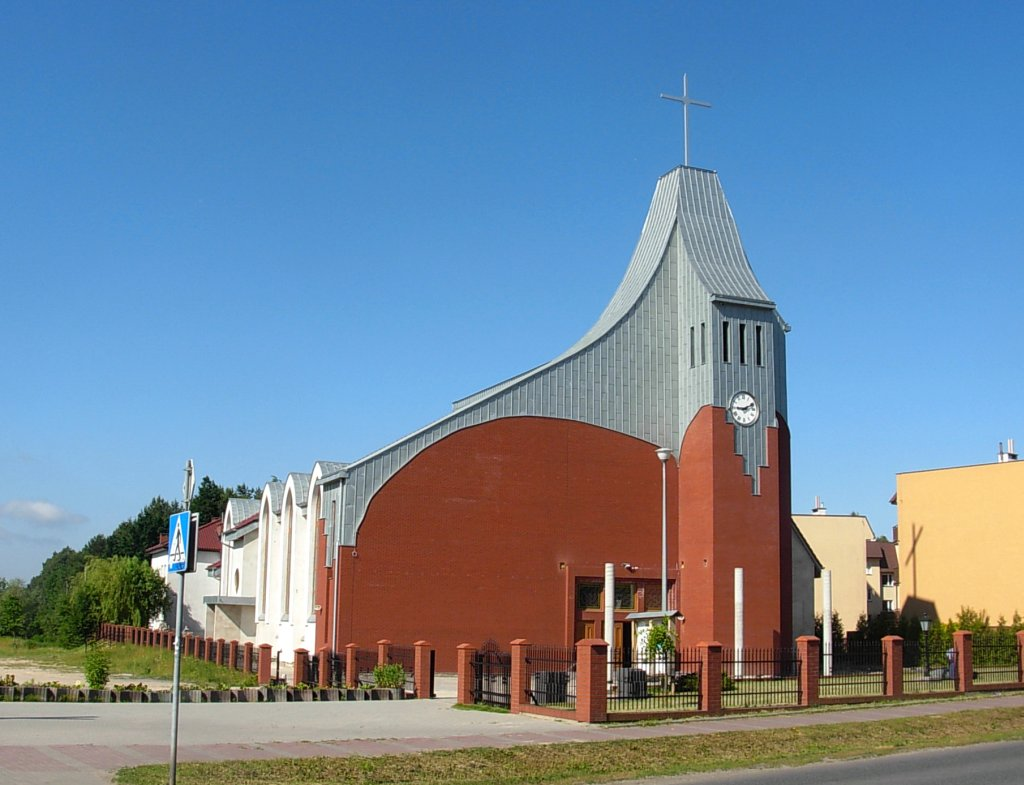
Wybudowana świątynia.
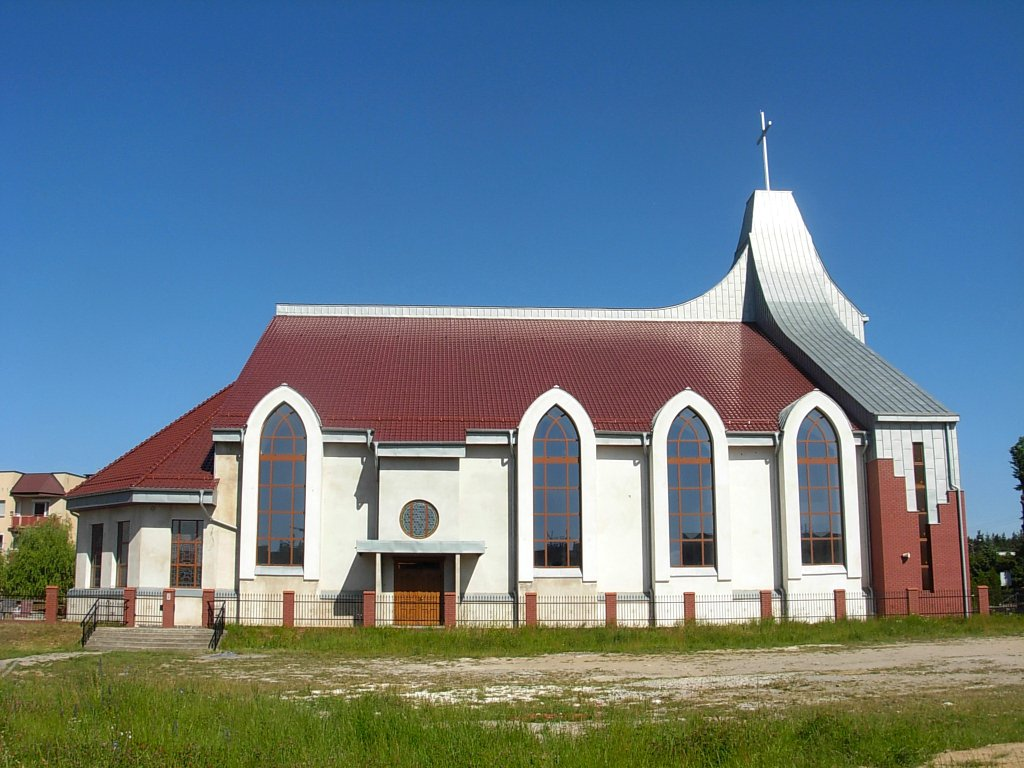
Widok z boku.
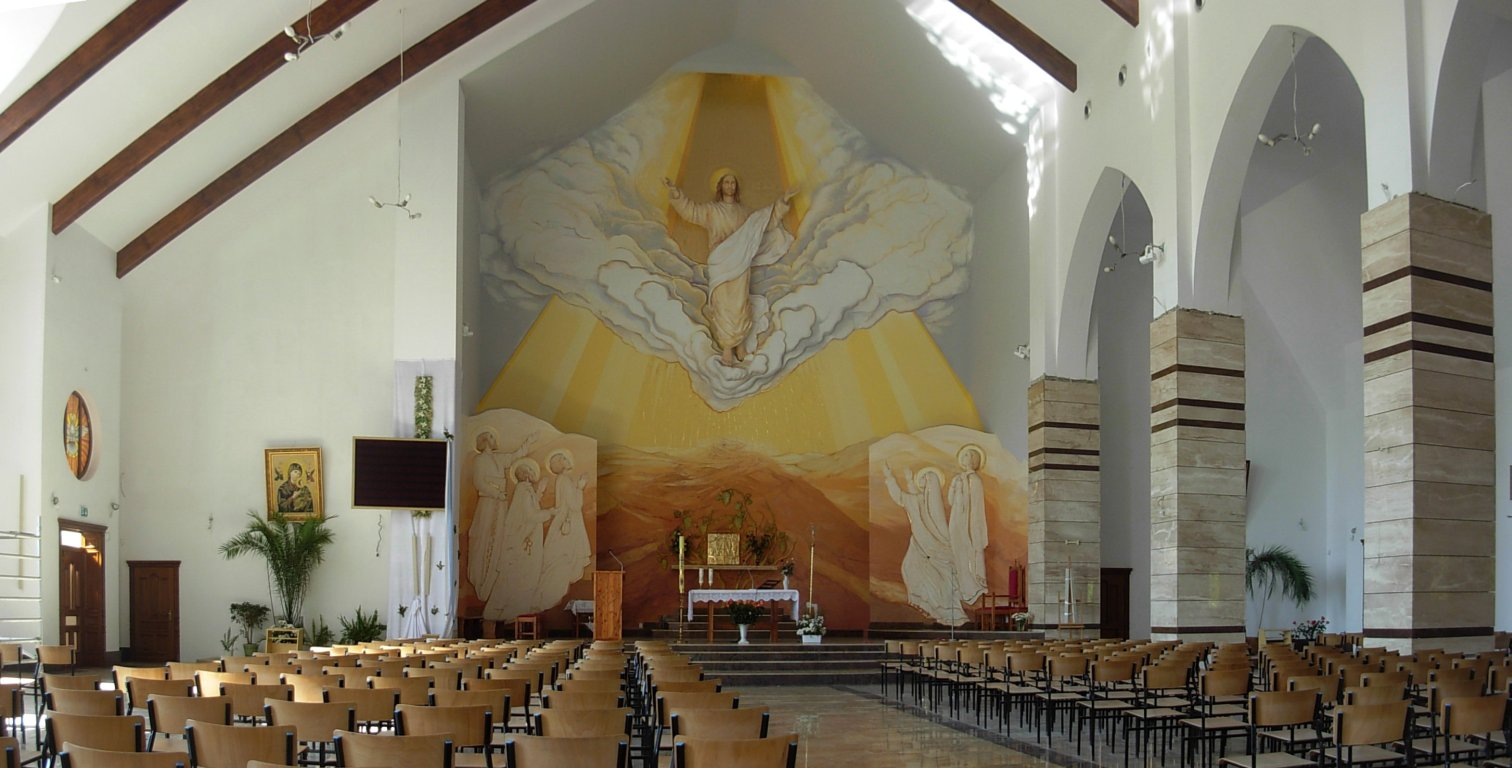
Wnętrze.
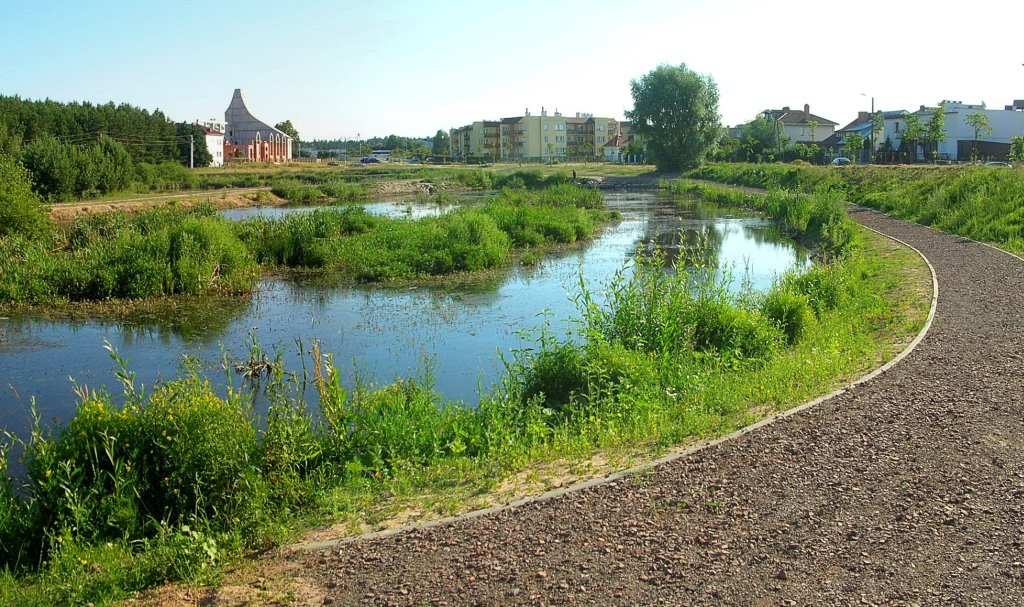
Widok kościoła z daleka
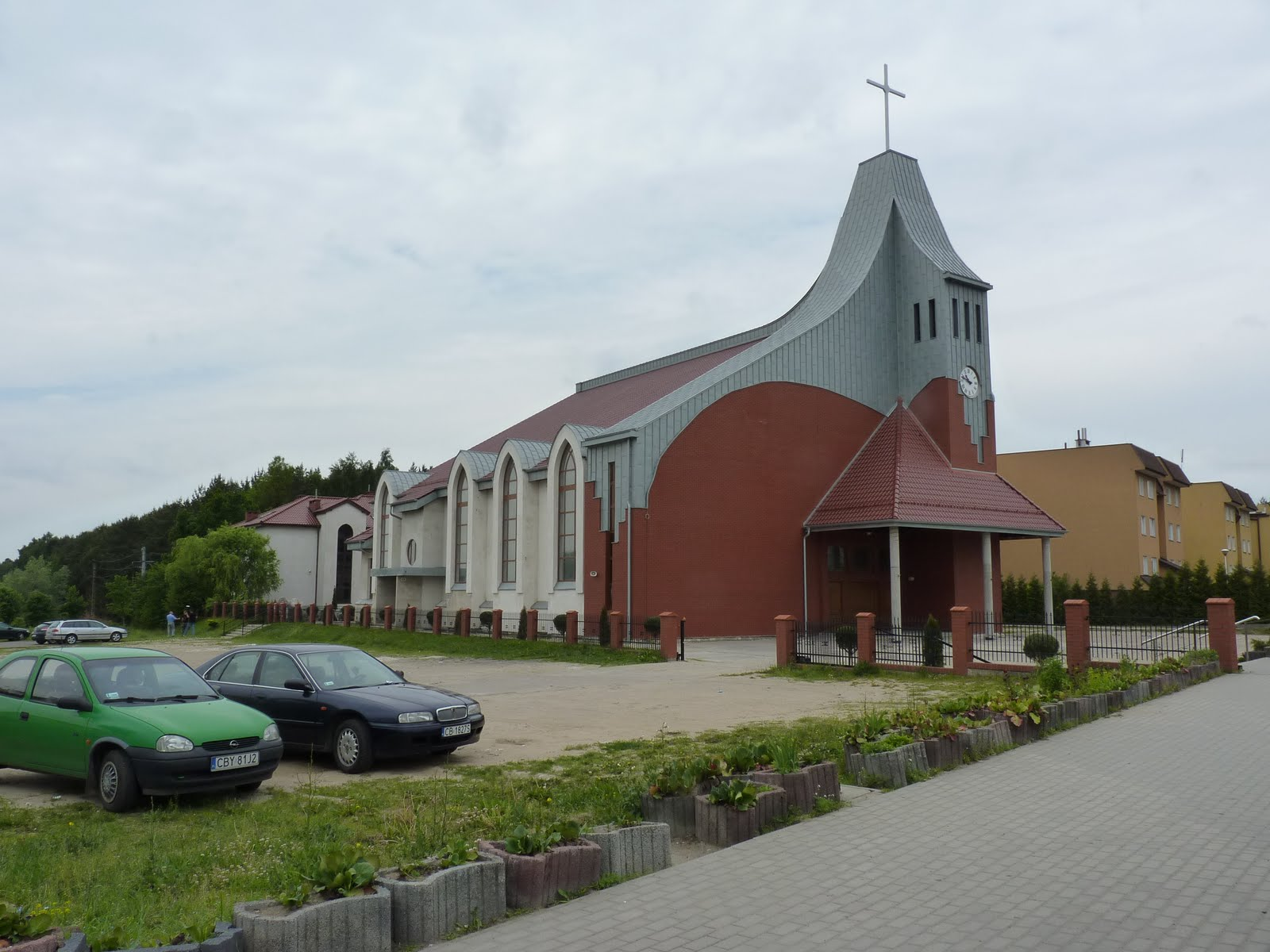
Widok kościoła z boku
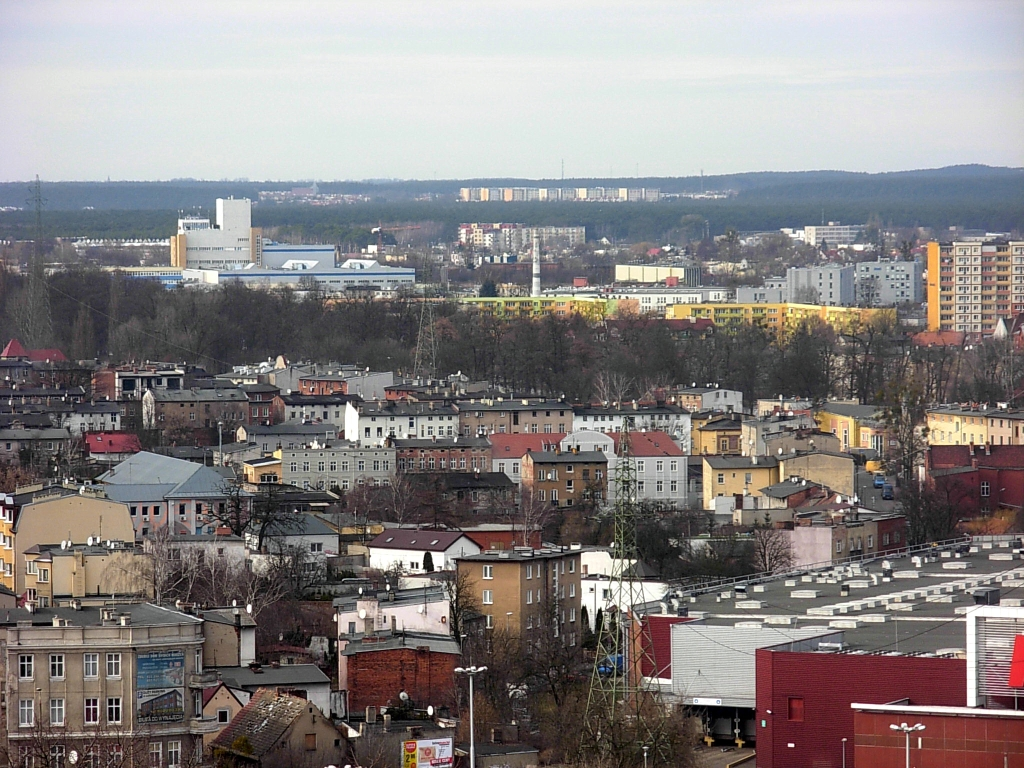
Widok kościoła z wieży ciśnień (w oddali)
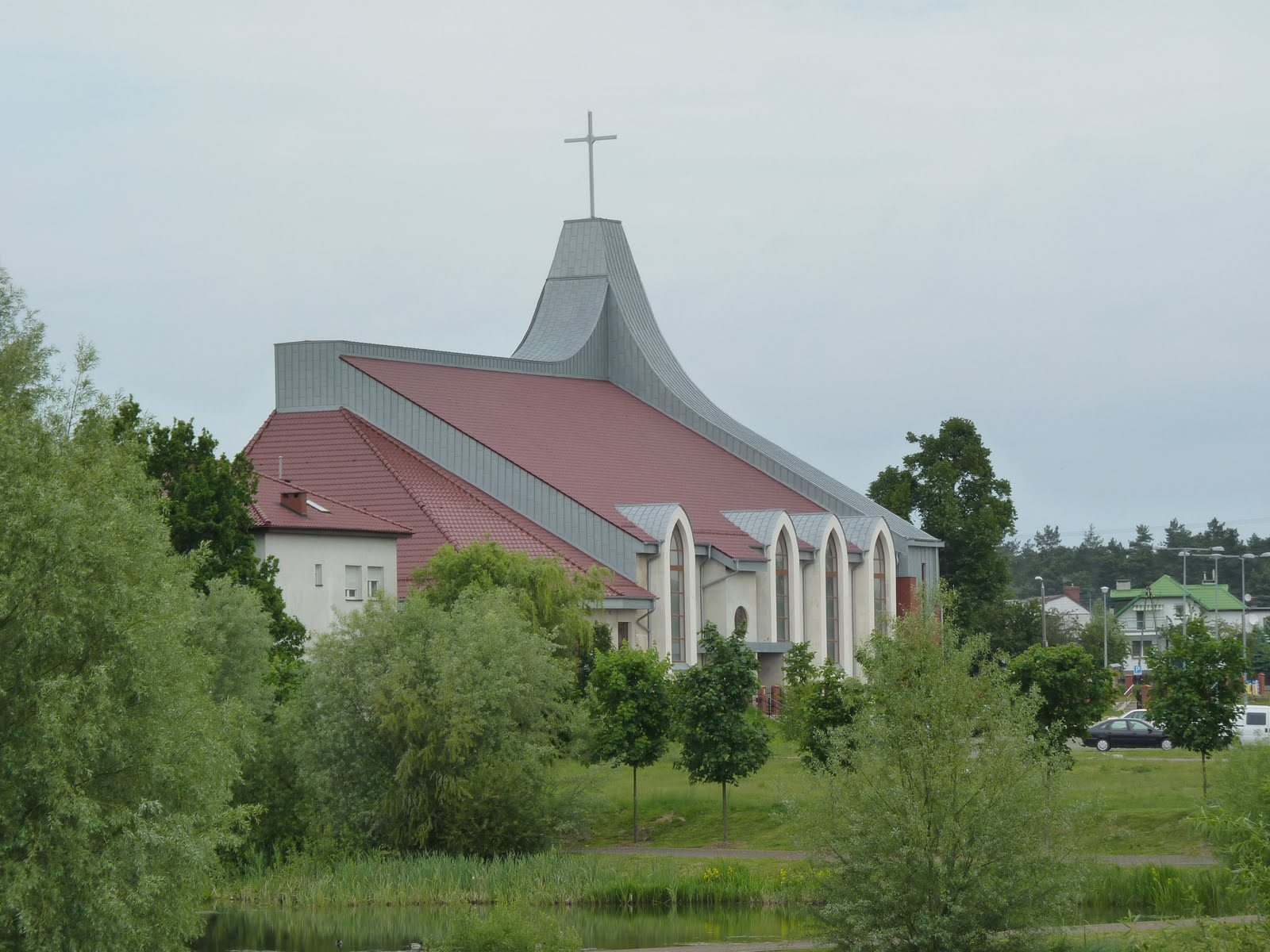
Kościół widoczny od strony południowej
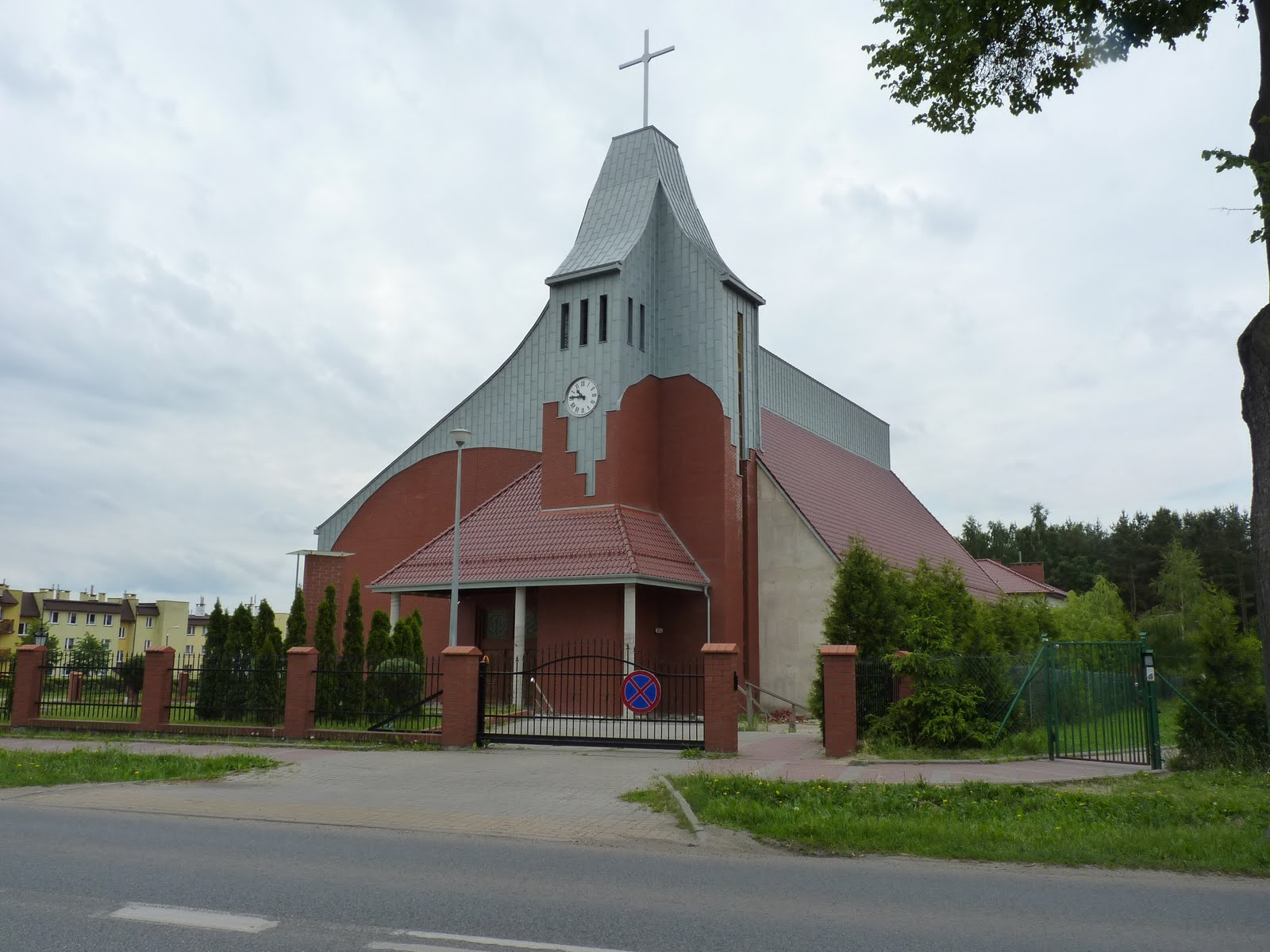
Widok kościoła z ul. Kolbego
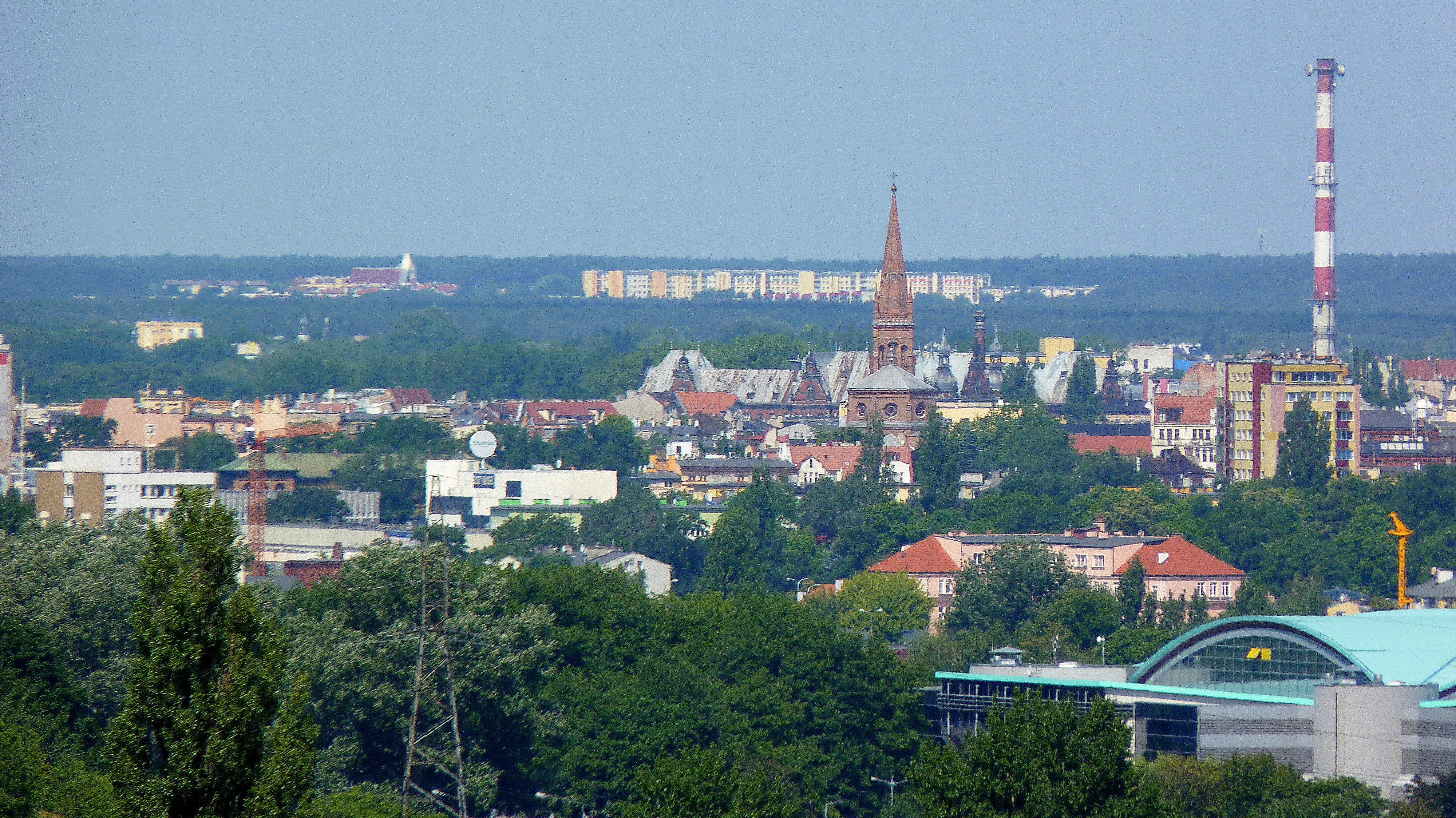
Widok kościoła z wieżowca przy ul. Szarych Szeregów (w oddali)
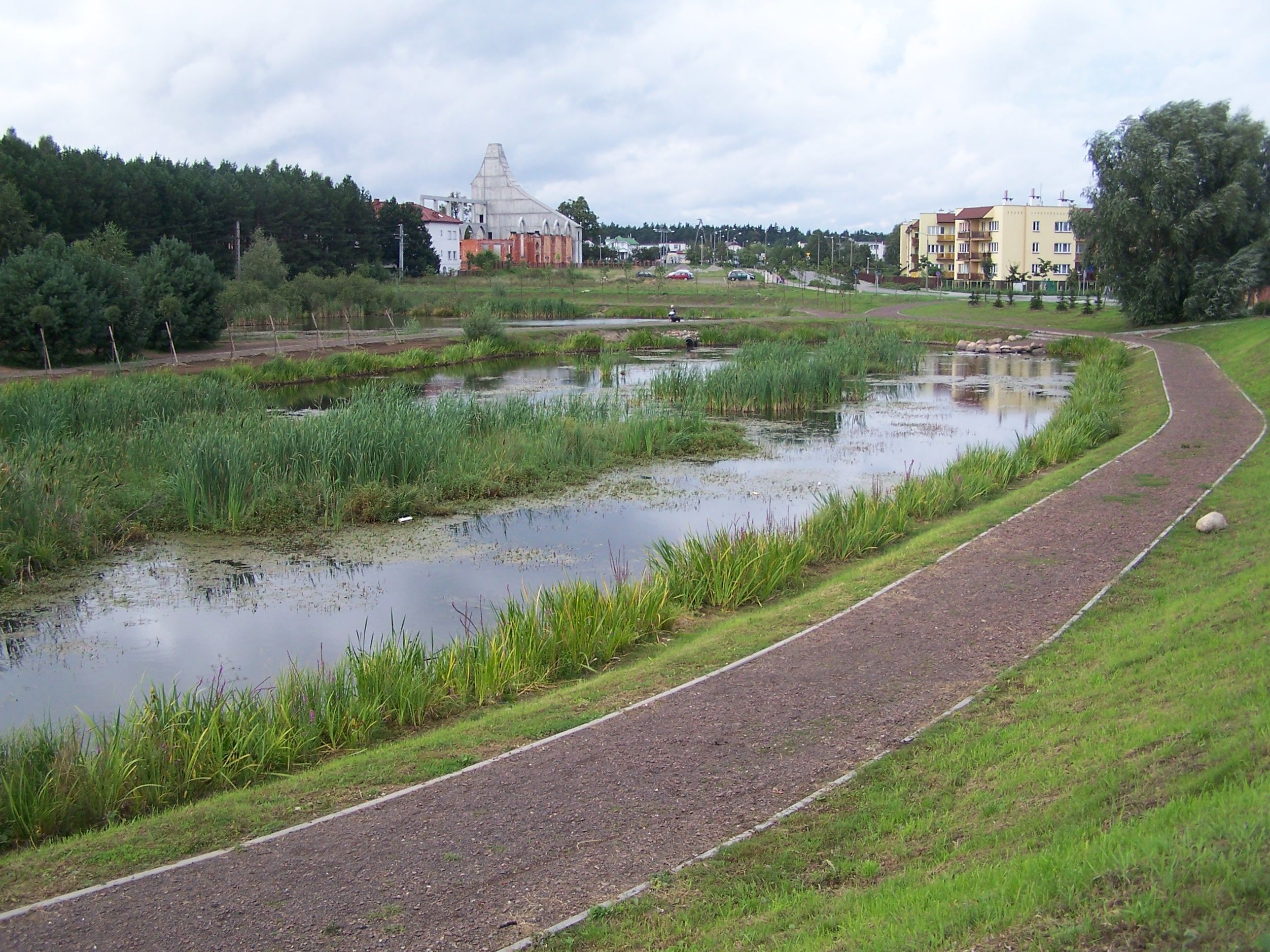
Budowana świątynia widoczna z parku przy ul. Rekinowej
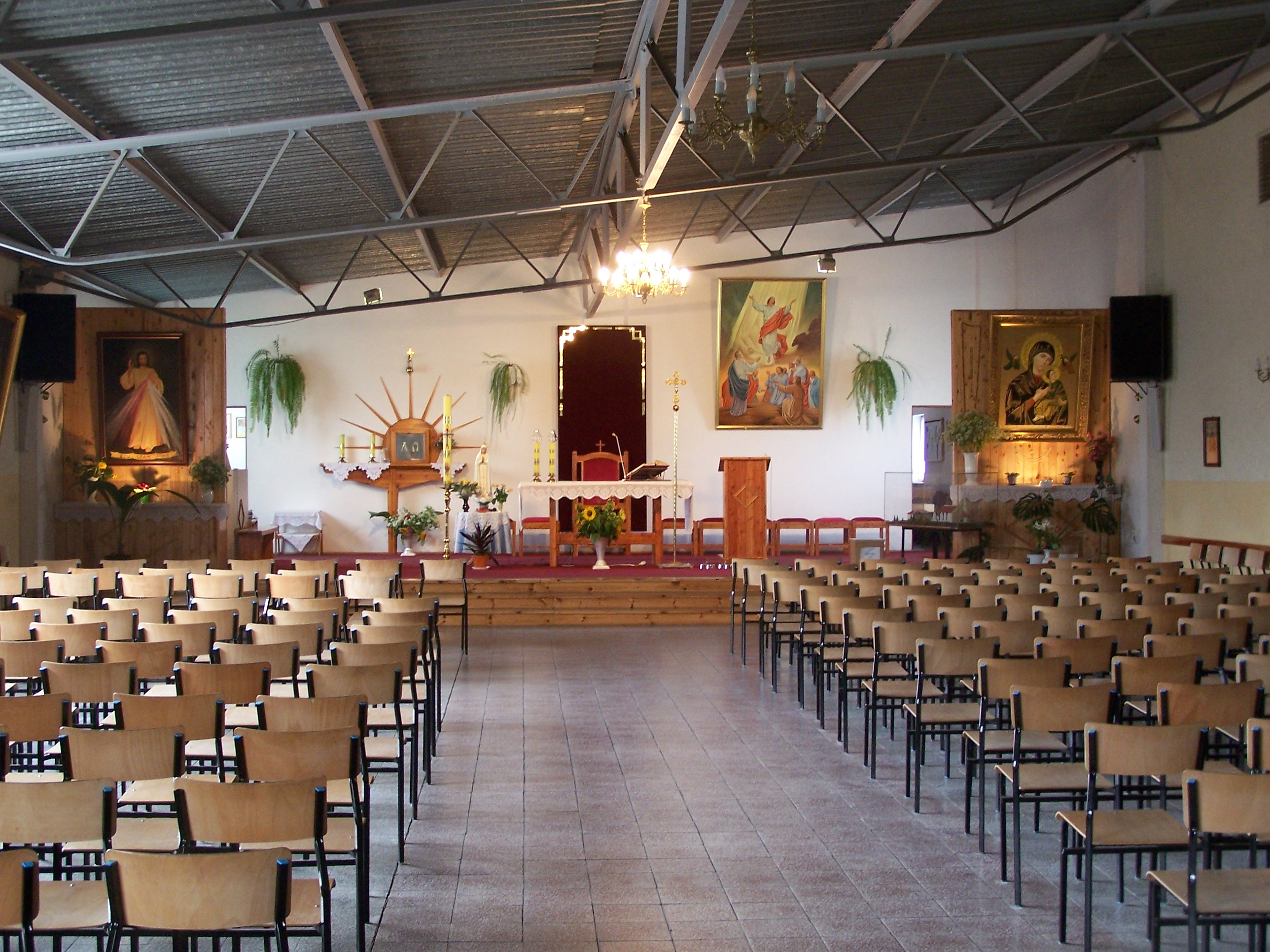
Wnętrze kaplicy przy ul. Sielawowej

## Cmentarz katolicki Wniebowstąpienia Pańskiego w Bydgoszczy
Cmentarz znajduje się ok. 1,3 km na zachód od granic administracyjnych Bydgoszczy, w miejscowości Osówiec, w gminie Sicienko. Powstanie cmentarza wiąże się z wydzieleniem w marcu 2004 r. północnej części cmentarza z parafii św. Maksymiliana Kolbego. Cmentarz posiada powierzchnię ok. 5 ha.